# Вахромеево (Кашинский район)
Вахромеево — деревня в Кашинском городском округе Тверской области.

## География
Находится в юго-восточной части Тверской области на расстоянии приблизительно 14 км на северо-восток по прямой от города Кашин.

## История
В 1859 году здесь (деревня Кашинского уезда) был учтен 41 двор. До 2018 года входила в состав ныне упразднённого Фарафоновского сельского поселения.

## Население
Численность населения: 251 человек (1859 год), 3 (русские 100 %) в 2002 году, 0 в 2010.